# Mandres-les-Roses

Położenie Mandres-les-Roses w ramach aglomeracji paryskiej

Mandres-les-Roses – miejscowość i gmina we Francji, w regionie Île-de-France, w departamencie Dolina Marny.
Według danych na rok 1990 gminę zamieszkiwały 3703 osoby, a gęstość zaludnienia wynosiła 1122 osób/km² (wśród 1287 gmin regionu Île-de-France Mandres-les-Roses plasuje się na 375. miejscu pod względem liczby ludności, natomiast pod względem powierzchni na miejscu 800.).